# Stazione di Villa Decani
La stazione di Villa Decani (in sloveno Dekani) era una fermata ferroviaria posta lungo la ex linea ferroviaria a scartamento ridotto Trieste-Parenzo chiusa nel 31 agosto 1935. Era al servizio del comune di Villa Decani.

## Storia
La fermata fu attivata nel 1902, all'apertura dell'intera linea.
Dopo la prima guerra mondiale, con l'annessione della zona al Regno d'Italia, la fermata passò alle Ferrovie dello Stato italiane, assumendo il nome di Villa-Decani.
La fermata fu chiusa insieme alla linea il 31 agosto 1935.